# Hypercompe hambletoni
Hypercompe hambletoni är en fjärilsart som beskrevs av William Schaus 1938. Hypercompe hambletoni ingår i släktet Hypercompe och familjen björnspinnare. Inga underarter finns listade i Catalogue of Life.